# Ymittós (Attique)
Ymittós, en grec moderne : Υμηττός, est une municipalité du dème de Dáfni-Ymittós, en banlieue d'Athènes, en Grèce.

## Généralités
Elle est située au pied de la montagne Hymette (en grec moderne : Ὑμηττός / Ymittós). Elle partage son voisinage avec les dèmes de Výronas, d'Héliopolis et celui des Athéniens. 

## Histoire
Le dème est fondé en 1928 pour héberger des réfugiés d'Asie mineure, du Pont et de la Thrace orientale, dont beaucoup avaient initialement trouvé refuge dans le dème de Výronas voisin. Plusieurs des maisons de réfugiés sont encore conservées dans diverses parties de la région d'Ymittós. Elle a été séparée du dème des Athéniens, en 1934, lorsqu'elle est devenue une communauté indépendante. Elle est promue au rang de dème en 1963 et est supprimée en 2010, lorsqu'elle est unie avec Dáfni, formant ainsi un nouveau dème unique. Selon le recensement de 2011, la population d'Ymittós compte 10 715 habitants.